# ダンマ氷河
ダンマ氷河（ダンマひょうが、ドイツ語：Dammagletscher）とは、ユーラシア大陸の西部のアルプス山脈に存在する、氷河の1つである。
この氷河は、スイスのウーリ州とヴァリス州とにまたがっているダンマシュトックの東側、つまりウーリ州側の斜面に存在している。1973年時点でのダンマ氷河は、約2.35kmの長さがあり、約5.09km2の範囲を覆っていた。

## 流域
ダンマ氷河の起点は、ダンマシュトック東側の山腹の絶壁の下、標高約3300m の地点にある。氷河は東に向かって広く雪原のように延び、その勾配は一部で 1/2.5 を越える。南にはグレッチホルン（標高3305m）とヴィンターシュトック（標高3203m）が隣接する。幅の狭い氷舌は谷をさらに下り、標高2060m で終端に達する。ここからはダンマロイス川が流れ出してゲシェネラルプ湖へと注ぎ、その水はまたゲシェナー・ロイス川として流れ、ゲシェネンでロイス川に合流する。ダンマ氷河の北には、ヴィンターベルク東側斜面上に1km2 ほどの規模で広がる別の雪原ロートフィルンが隣接する。

## 変遷
ダンマ氷河は、世界的にさまざまな手法で研究されている氷河のひとつである。その規模は1921年から記録されている。チューリッヒ工科大学と、その他のスイス、ドイツ、イギリスやアメリカなどの大学との共同研究では、温度・湿度・降水量・周辺大気の窒素含有量、そして末端後退ごとの計測を継続的に行ってきた。1850年代における小氷期の終わり、ほぼすべてのアルプス氷河が過去3世紀中で最大規模に達した。ダンマ氷河は現在ゲシェネラルプ湖がある谷にまで届いていた。1850年代以降のダンマ氷河は、短い「幕間の伸長」による中断を挟みつつ、後退を繰り返している。

## 観光
ダンマ氷河の下にあるモースシュトック上の標高2439m地点には、スイス山岳会 (SAC) の山小屋「ダンマヒュッテ」が建っており、冬季における登山や登攀の出発点として用いられている。

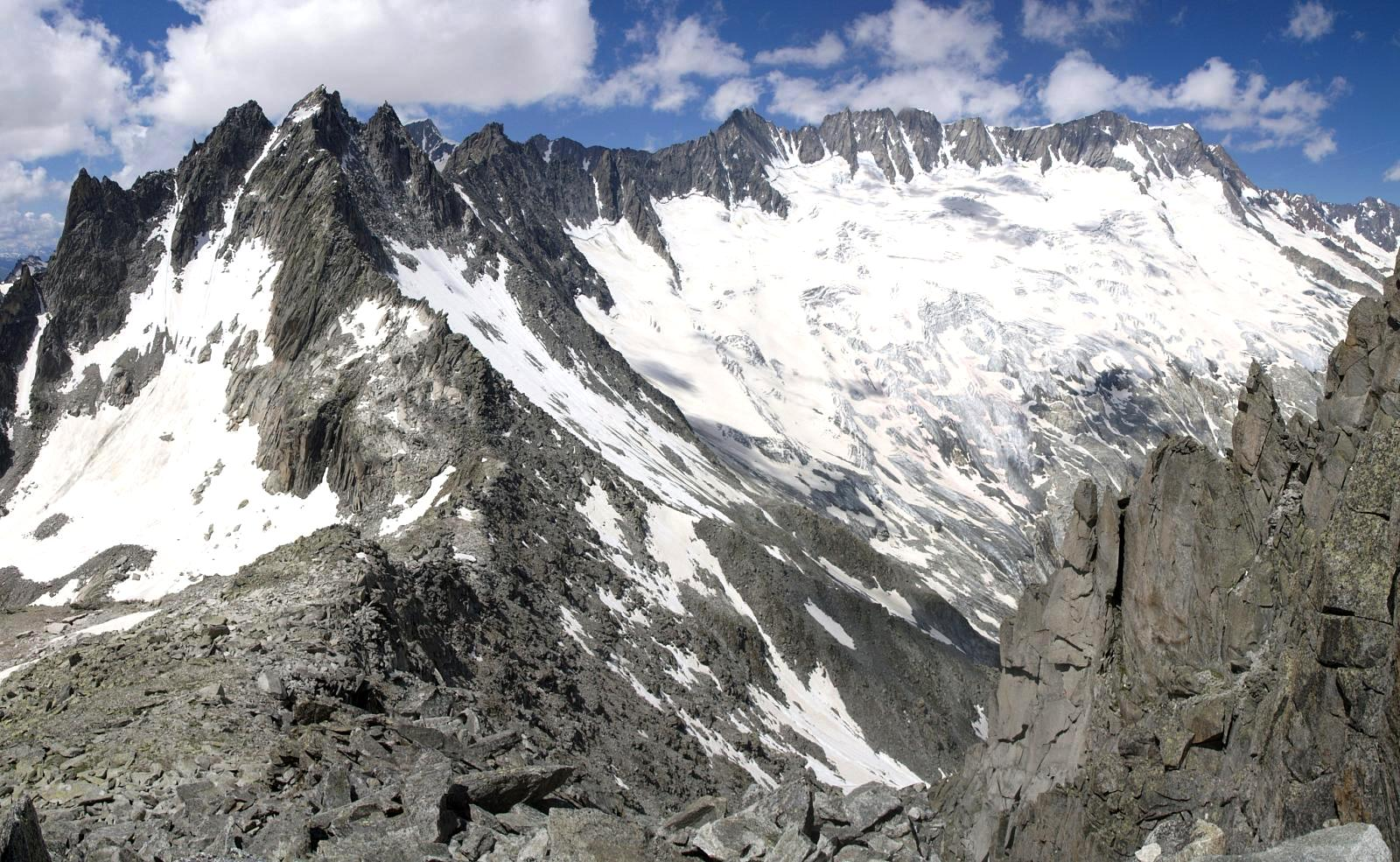
ダンマ氷河の上流部。なお、後ろに見える山がダンマシュトックである。
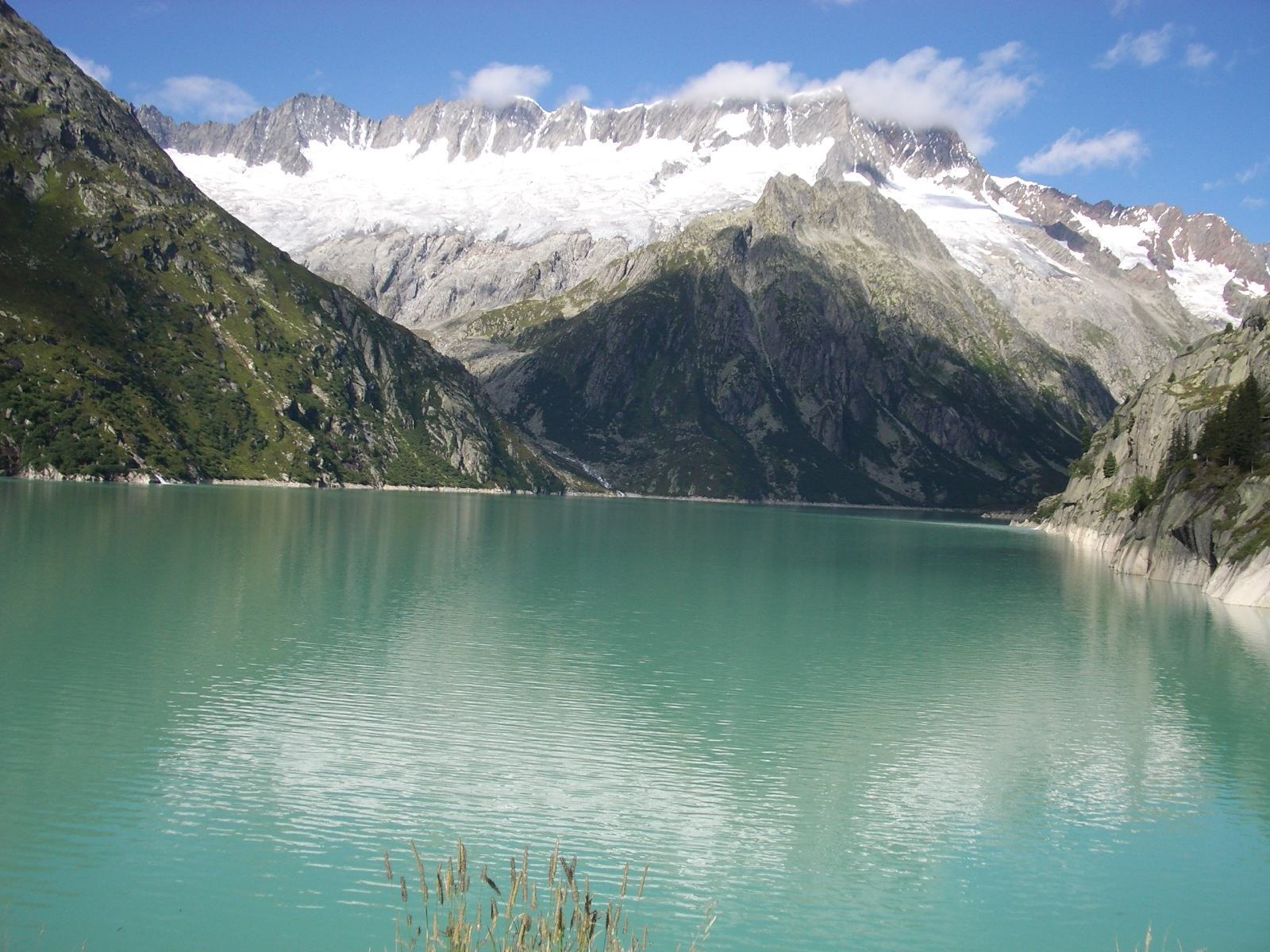
ダンマ氷河とゲシェネラルプ湖
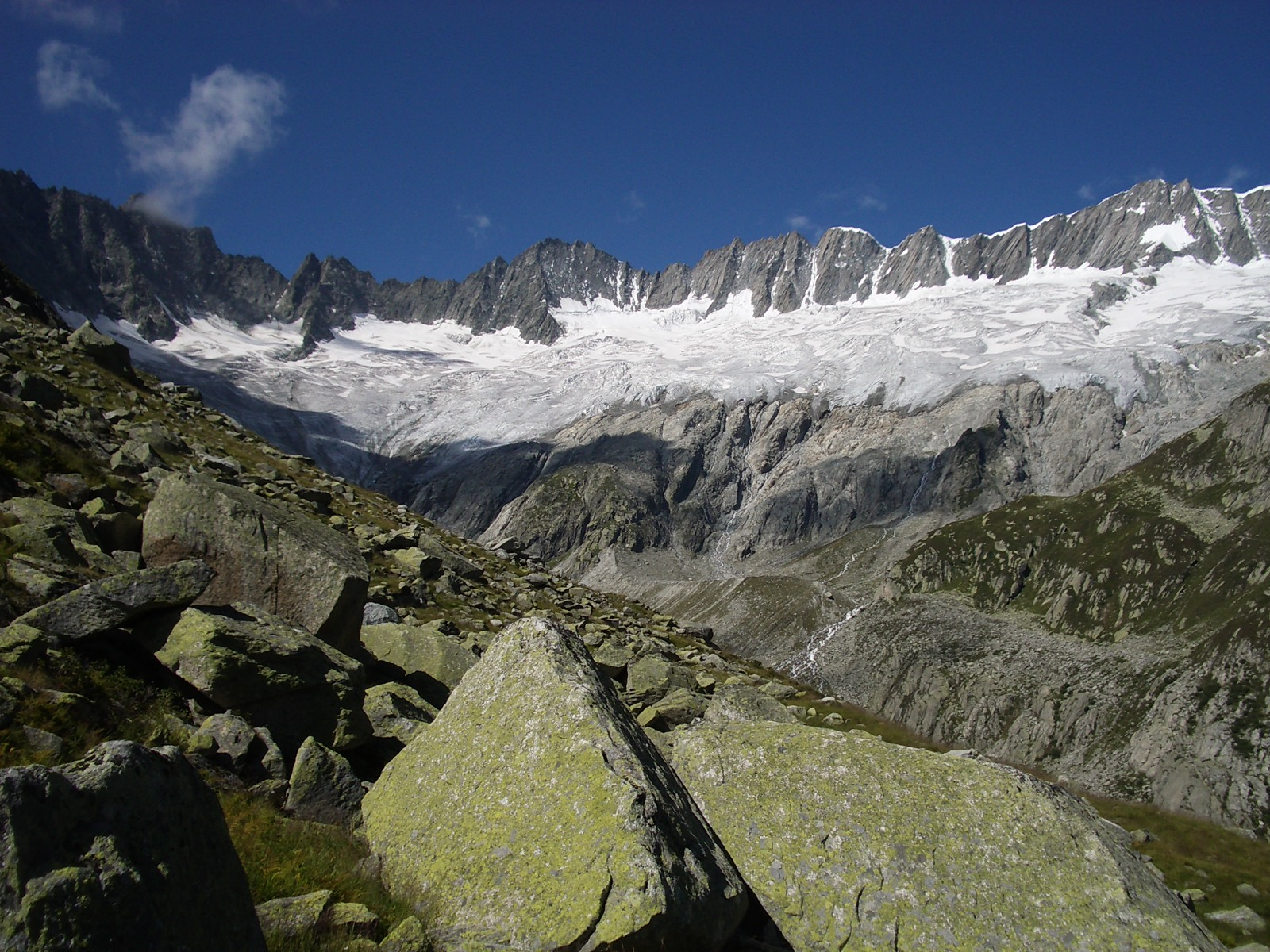
ダンマ氷河
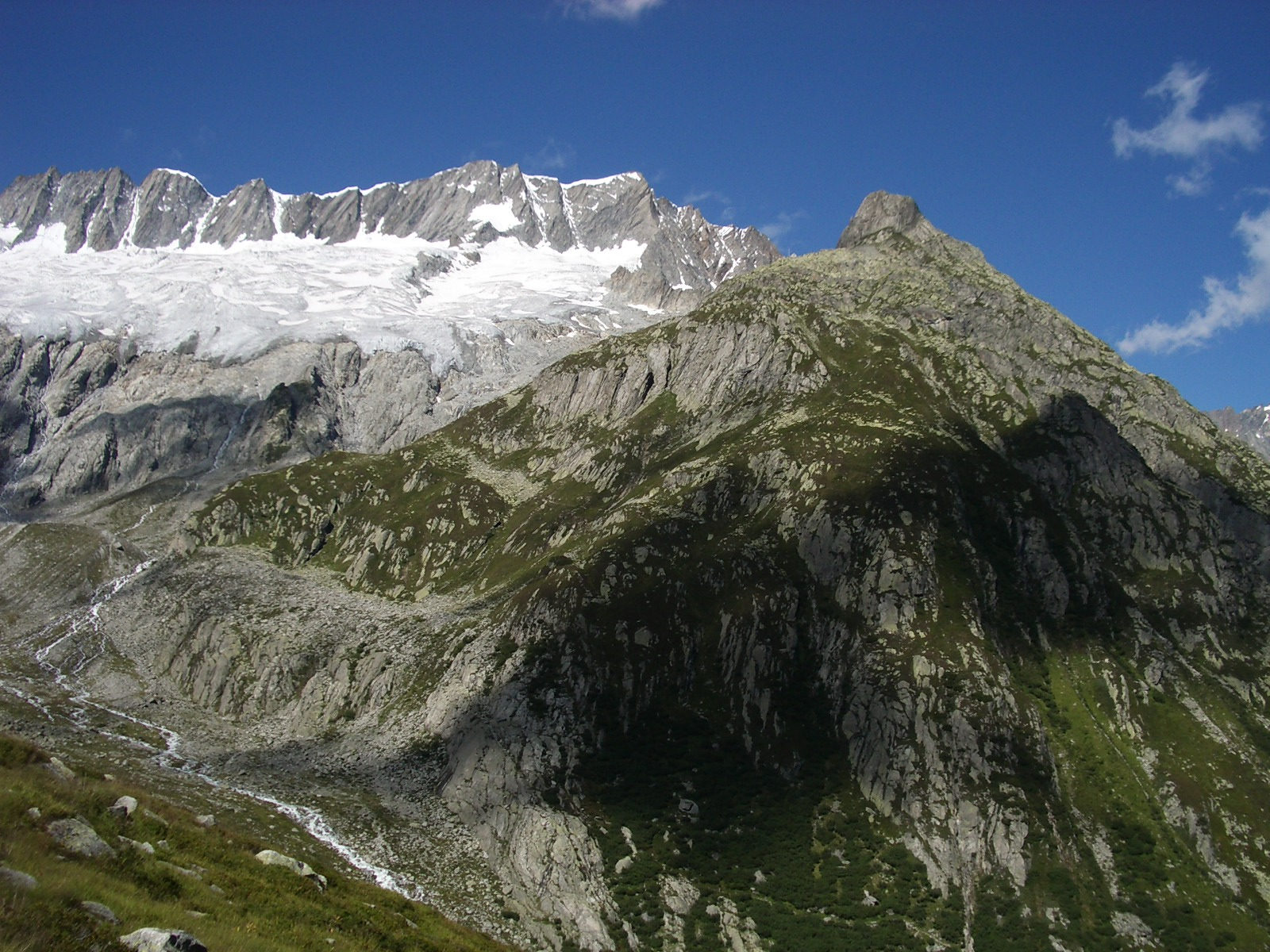
旗竿を立てたダンマヒュッテ（尾根に懸かる氷河の右にある）
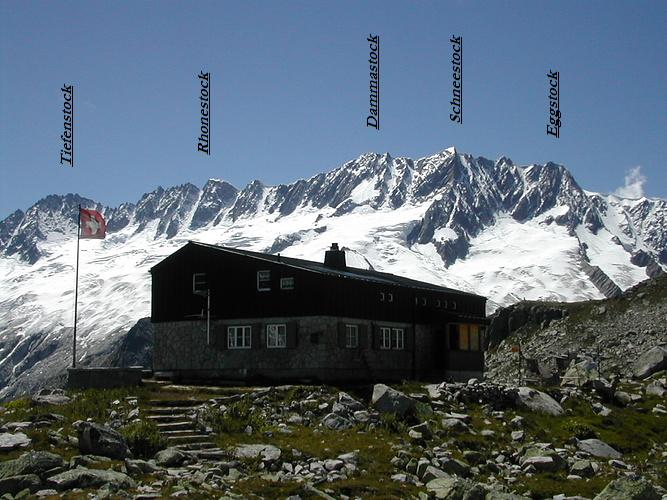
ベルクゼーヒュッテより南西を望む
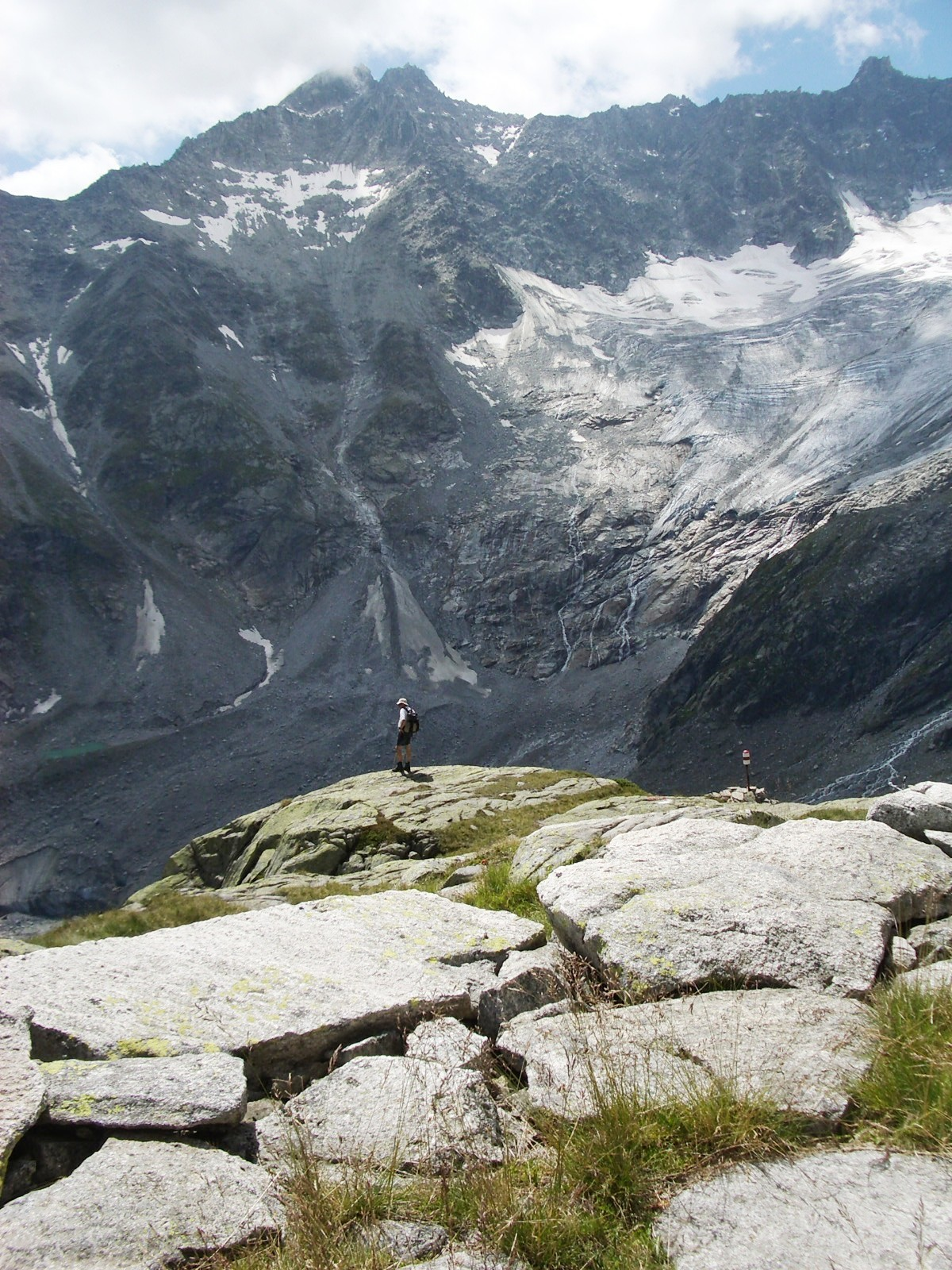
画像の左下の端に、形成域から切り離されて岩屑の山に覆われた氷舌（デッドアイス）が見える。